# 古市站 (廣島電氣)
古市停留場（日语：／*/?）是位於廣島縣安佐郡三川村（現時：廣島市安佐南區古市二丁目），廣島電氣的鐵路車站（廢站）。

## 概要
此站在大日本軌道廣島支社線古市橋站至太田川橋停留場（現時：上八木站）開通時啟用。車站位於古市中心附近。
在1929年（昭和4年）8月10日，隨著可部線改軌距和電氣化，古市橋站至綠井站之間的走線變更，使此站被廢除。

## 歷史
- 1910年（明治43年）11月19日 - 大日本軌道廣島支社線古市橋站至太田川橋停留場之間開業，此停留場啟用[1]。當時的軌距為762毫米及非電氣化。
- 1919年（大正8年）3月11日 - 路線轉讓給可部軌道，成為該公司的停留場。
- 1926年（大正15年）5月1日 - 公司合併為廣島電氣，成為該公司的停留場。
- 1928年（昭和3年）11月9日 - 由於進行改軌距和電氣化作業，包含此站在內，古市橋站至可部站之間暫停營業，安排代行巴士服務。
- 1929年（昭和4年）8月10日 - 古市橋站至七軒茶屋站之間進行改軌距和電氣化作業。古市橋站至綠井站之間的走線變更，位於舊線上的此站被廢除[1]。

## 注腳
1. 1 2 3 4  石野哲（編）.  初版. JTB. 1998-10-01: 279. ISBN 978-4-533-02980-6 （日语）.

## 相關項目
- 日本鐵路車站列表 Fu